# Grebenstein
Grebenstein település Németországban, Hessen tartományban. Lakosainak száma 5706 fő (2023. december 31.).

## Népesség
A település népességének változása:
| Lakosok száma | 5797 | 5757 | 5745 | 5730 | 5790 | 5706 |
|               | 2014 | 2017 | 2019 | 2021 | 2022 | 2023 |